# Waterford
Waterford (en irlandés: Port Láirge) es históricamente la capital de condado de Waterford en Irlanda, aunque en la actualidad la ciudad tiene una administración separada de la del condado, teniendo este su sede en Dungarvan. Forma parte de la provincia de Munster.
Waterford fue la primera ciudad de Irlanda fundada por los vikingos en 914. En la actualidad, Waterford es la quinta ciudad de la República de Irlanda, con una población de 51.519 habitantes (censo de 2011).

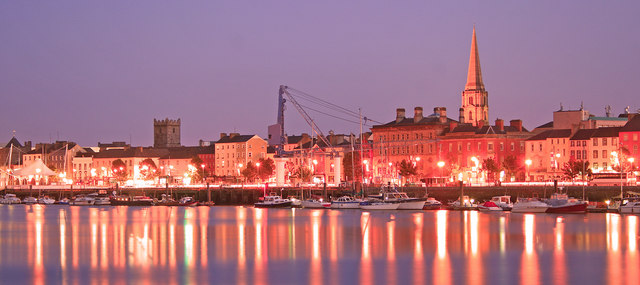
El puerto de Waterford de noche

El nombre 'Waterford' (del Nórdico antiguo: Veðrafjǫrðr ‘fiordo del carnero’). El nombre irlandés es  Port Láirge , que significa "puerto de Lárag".
Los invasores vikingos primero establecieron un asentamiento cerca de Waterford en 853. Esta y todas las demás longphort fueron desocupadas en 902, los vikingos fueron expulsados por los irlandeses nativos. Los vikingos se restablecieron en Irlanda en Waterford en 914, liderados al principio por Ottir Iarla (Jarl Ottar) hasta 917, y luego por Ragnall ua Ímair y la dinastía Uí Ímair y construyó la que sería la primera ciudad de Irlanda. Entre los más destacados gobernantes de Waterford estaba Ivar de Waterford.
En 1167, Diarmait Mac Murchada, el depuesto Rey de Leinster, fracasó en un intento de tomar Waterford. Regresó en 1170 con mercenarios cambro-normandos bajo Richard de Clare, II conde de Pembroke (conocido como Strongbow); juntos sitiaron y tomaron la ciudad después de una defensa desesperada. En apoyo de la invasión normanda de Irlanda, el rey Enrique II de Inglaterra desembarcó en Waterford en 1171. Waterford y luego Dublín fueron declaradas ciudades reales, con Dublín también declarada capital de Irlanda.
Durante el período medieval, Waterford fue la segunda ciudad de Irlanda después de Dublín. En el siglo XV, Waterford repelió a dos pretendientes al trono inglés: Lambert Simnel y Perkin Warbeck. Como resultado, el rey Enrique VII le dio a la ciudad su lema: "Urbs Intacta Manet Waterfordia (Waterford sigue siendo la ciudad no tomada)".
Después de la Reforma Protestante, Waterford siguió siendo una ciudad católica y participó en la Confederación de Kilkenny - un gobierno católico independiente desde 1642 hasta 1649. Esto fue terminado abruptamente por Oliver Cromwell, quien volvió a poner el país de vuelta bajo el dominio inglés; su yerno Henry Ireton finalmente tomó Waterford en 1650 después de un Asedio de Waterford.
En 1690, durante la Guerra Guillermita, el Jacobita Ejército irlandés fue obligado a entregar Waterford a raíz de la Batalla de Boyne.
El siglo XVIII fue un período de gran prosperidad para Waterford. La mayor parte de la mejor arquitectura de la ciudad apareció durante este tiempo. Se estableció una presencia militar permanente en la ciudad con la finalización de Cavalry Barracks a fines del siglo XVIII.
A principios del siglo XIX, Waterford City fue considerada vulnerable y el gobierno británico erigió tres Martellos en la península de Hook para reforzar el fuerte existente en Duncannon. Durante el siglo XIX, grandes industrias como la fabricación de vidrio y la construcción naval prosperaron en la ciudad.
La ciudad estuvo representada en el Parlamento del Reino Unido desde 1891 hasta 1918 por John Redmond MP, líder (desde enero de 1900) del Partido Parlamentario Irlandés. Redmond, entonces líder de la facción del partido pro-Parnell, derrotó a David Sheehy en 1891. En 1911, fr. Jerome Foley, fr. Dunstan Drumm y fr. Leopold Loughran dejó Waterford para Malvern, Australia. Aquí, fundaron una universidad católica que todavía existe en la actualidad. En julio de 1922, Waterford fue escenario de enfrentamientos entre las tropas del Estado Libre de Irlanda y el Ejército Republicano Irlandés durante la guerra civil irlandesa.